# Polski Związek Jeździecki
Polski Związek Jeździecki (PZJ) – organizacja zrzeszająca zawodników, trenerów, sędziów i działaczy polskiego jeździectwa, jak również lekarzy weterynarii związanych z jeździectwem. PZJ jest obecnie jedyną polską oficjalną organizacją jeździecką uznawaną przez Polski Komitet Olimpijski i Międzynarodowy Komitet Olimpijski, należącą jednocześnie od 1928 do Międzynarodowej Federacji Jeździeckiej (FEI).
Polski Związek Jeździecki powstał w 1928 w Warszawie. Po 1945 jeździectwem zajmowała się Sekcja Jeździecka i Pięcioboju Nowoczesnego przy Głównym Komitecie Kultury Fizycznej. W 1957 Związek reaktywowano.

## Misja związku
Misją Polskiego Związku Jeździeckiego jest stałe popularyzowanie sportów jeździeckich wśród społeczeństwa oraz stałe podnoszenie poziomu w polskiego jeździectwa sportowego i zdobywanie miejsc medalowych na zawodach międzynarodowych.

## Podstawy działania Związku
Cele statutowe:
- organizacja, popularyzacja, rozwój sportów konnych i rekreacji konnej,
- reprezentowanie, ochrona praw i interesów i koordynacja działań wszystkich członków Związku.

Związek opiekuje się 7 dyscyplinami jeździeckimi:
Dyscypliny olimpijskie:
- Ujeżdżenie
- Skoki przez przeszkody
- Wszechstronny konkurs konia wierzchowego (WKKW)

Dyscypliny nieolimpijskie:
- Powożenie
- Woltyżerka
- Sportowe Rajdy Konne
- Reining

Zarząd Związku wybierany jest na 4-letnie kadencje. Na terenie kraju PZJ reprezentowany jest przez Wojewódzkie Związki Jeździeckie.